# Карловско (село)
Карловско е село в Южна България. То се намира в община Ивайловград, област Хасково.

## География
Село Карловско се намира в планински район.